# Szlavóniai uralkodók házastársainak listája

A Szlavón Királyság címere

Szlavónia királynéinak listáját tartalmazza az alábbi táblázat 925-től 1943-ig. „A késő középkori Szlavónia (regnum Sclavonie) területileg Kőrös, Zágráb és Varasd megyéket foglalta magában. Utóbbi azonban, bár kétségen felül Szlavóniához számították, egészen 1486-ig nem volt alávetve a szlavón bán hatalmának, hanem a mindenkori varasdi ispán gyakorolta benne a bírói joghatóságot. A báni hatalmat tekintve tehát Szlavónia csupán Kőrös és Zágráb megyékből állt.” Dmitar Zvonimir horvát király is már használta a szlavón királyi címet 1075-ben: „Zvonimirus Demetrius Rex Sclavoniae, Croat(iae), Dalmat(iae).” Imre magyar király szintén élt
szlavón királyi titulussal: „Aimericus rex Hungariae et Sclavoniae.” I. Ulászló magyar király 1442. szeptember 29-én Budán kelt okiratában a Szlavónia királya címet is felsorolja a titulusai között: „nos Wladislaus Dei gratia Hungarie, Polonie, Dalmatie, Croatie, Rascie, Servie, Sclavonie etc. Rex, [...]” (mi Ulászló Isten kegyelméből Magyarország, Lengyelország, Dalmácia, Horvátország, Rácország, Szerbia, Szlavónia stb. királya). 
1527. január 6-án a Frangepán Kristóf szlavón bán által Dombróba összehívott szlavóniai rendek Szapolyai Jánost választották Szlavónia királyává, míg a pár nappal korábban, 1527. január 1-én Cetinben megtartott horvát szábor ülésén pedig Habsburg Ferdinándot Horvátország királyának nyilvánították. I. Ferdinánd magyar király Szapolyai legyőzése után 1529-ben használta elsőként a Szlavónia királya (rex Sclavoniae) címet, majd 1542-től folyamatosan élt vele. A báni cím a megnevezésében szintén utalt Szlavónia királyi státuszára egy 1424. április 9-én kelt okiratban: regni Sclavonie banus (a Szlavón Királyság bánja).

## Uralkodóházak

### Trpimirović-ház, 925–1102
| Képe | Címere | Neve                      | Apja                              | Születése | Házassága  | Uralkodói hitvessé válása (koronázása) | Uralkodói hitvesi terminus vége | Halála     | Házastársa      |
| ---- | ------ | ------------------------- | --------------------------------- | --------- | ---------- | -------------------------------------- | ------------------------------- | ---------- | --------------- |
|      |        | Árpád-házi Ilona királyné | I. Béla magyar király (Árpád-ház) | 1050 után | 1063 körül | 1075 férje trónra lépte                | 1089. április 20. férje halála  | 1091 körül | Dmitar Zvonimir |
| Képe | Címere | Neve                      | Apja                              | Születése | Házassága  | Uralkodói hitvessé válása (koronázása) | Uralkodói hitvesi terminus vége | Halála     | Házastársa      |

### Árpád-ház, 1102–1301
| Képe | Címere | Neve                      | Apja                                           | Születése       | Házassága | Királynévá válása (koronázása)           | Királynéi terminus vége         | Halála                                                | Házastársa  |
| ---- | ------ | ------------------------- | ---------------------------------------------- | --------------- | --- | ---------------------------------------- | ------------------------------- | ----------------------------------------------------- | ----------- |
|      |        | Laszkarisz Mária          | I. Theodórosz nikaiai császár (Laszkarisz-ház) | 1206 körül      | 1220 Miután férjét még házasságuk előtt 1214-ben királlyá koronázták, így házasságuk révén Mária ifjabb királyné volt férje trónra léptéig. | 1235. szeptember 21. férje trónra lépése | 1270. május 3. férje halála     | 1270 június 24./július 16.                            | IV. Béla    |
|      |        | Kun Erzsébet              | ? Szejhán kun fejedelem (? Terter-ház)         | 1240            | 1253 Miután férjét még házasságuk előtt 1246. január 10. előtt királlyá koronázták, így házasságuk révén Erzsébet ifjabb királyné volt férje trónra léptéig, mely címet 1262. december 5-étől már férje hivatalosan is ilyen formában (rex iunior) használt. | 1270. május 3. férje trónra lépése       | 1272. augusztus 6. férje halála | 1290 után/1295                                        | V. István   |
| –    |        | Anjou Izabella (Erzsébet) | I. Károly szicíliai király (Anjou-ház)         | 1261            | 1272. szeptember 5. | 1272. szeptember 5.                      | 1290. július 10. férje halála   | 1290. december 20./1304. június 23./november 3. előtt | IV. László  |
| –    |        | Piast Fennena             | Ziemomysł kujáviai herceg (Piast-dinasztia)    | 1276            | 1290. augusztus 19./szeptember 24. | 1290. augusztus 19./szeptember 24.       | 1295. szeptember 8. után        | 1295. szeptember 8. után                              | III. András |
|      |        | Habsburg Ágnes            | I. Albert német király (Habsburg-ház)          | 1281. május 13. | 1296. február 13., Bécs | 1296. február 13., Bécs                  | 1301. január 14. férje halála   | 1364. június 10.                                      | III. András |
| Képe | Címere | Neve                      | Apja                                           | Születése       | Házassága | Királynévá válása (koronázása)           | Királynéi terminus vége         | Halála                                                | Házastársa  |

### Přemysl-ház, 1301–1305
| Képe | Címere | Neve                                  | Apja                                         | Születése | Házassága                    | Királynévá válása (koronázása)   | Királynéi terminus vége | Halála               | Házastársa         |
| ---- | ------ | ------------------------------------- | -------------------------------------------- | --------- | ---------------------------- | -------------------------------- | --- | -------------------- | ------------------ |
| –    |        | Árpád-házi Erzsébet nem lett királyné | III. András magyar király (Árpád-ház)        | 1292      | 1298. február 12. eljegyzése | 1301. május Vencel trónra lépése | 1305. október 5. politikai okokból Vencel felbontotta az eljegyzést, ezért nem jöhetett létre a házasság, és nem vált királynévá | 1338. május 6.       | I. Vencel (László) |
| –    |        | Piast Viola                           | I. Mieszko tescheni herceg (Piast-dinasztia) | 1287/1291 | 1305. október 5., Prága      | 1305. október 5., Prága          | 1305. október 9., Prága férje lemondása                                                                                          | 1317. szeptember 21. | I. Vencel (László) |
| Képe | Címere | Neve                                  | Apja                                         | Születése | Házassága                    | Királynévá válása (koronázása)   | Királynéi terminus vége | Halála               | Házastársa         |

### Wittelsbach-ház, 1305–1307/1312
| Képe | Címere | Neve                 | Apja                                       | Születése | Házassága | Királynévá válása (koronázása) | Királynéi terminus vége          | Halála             | Házastársa |
| ---- | ------ | -------------------- | ------------------------------------------ | --------- | --- | --- | -------------------------------- | ------------------ | ---------- |
| –    |        | Piast Ágnes névleges | I. Henrik glogaui herceg (Piast-dinasztia) | 1293/96   | 1309. május 18. férje 1307-ben formális lemondás nélkül elhagyta Magyarországot, így ténylegesen sohasem lett királyné, csak a címet birtokolta | 1309. május 18. férje 1307-ben formális lemondás nélkül elhagyta Magyarországot, így ténylegesen sohasem lett királyné, csak a címet birtokolta | 1312. szeptember 9. férje halála | 1361. december 25. | I. Ottó    |
| Képe | Címere | Neve                 | Apja                                       | Születése | Házassága | Királynévá válása (koronázása) | Királynéi terminus vége          | Halála             | Házastársa |

### Anjou-ház, 1308–1395
| Képe | Címere | Neve                                        | Apja                                            | Születése         | Házassága                                     | Királynévá válása (koronázása)                                                                                        | Királynéi terminus vége | Halála                 | Házastársa         |
| ---- | ------ | ------------------------------------------- | ----------------------------------------------- | ----------------- | --------------------------------------------- | --- | --- | ---------------------- | ------------------ |
| –    |        | Rurik Mária                                 | ? I. Leó halicsi fejedelem (Rurik-dinasztia)    | ?                 | 1306. június 23. előtt.                       | 1308. férjét elismerik törvényes magyar királynak                                                                     | 1309 | 1309                   | I. Károly (Róbert) |
|      |        | Piast Mária                                 | II. Kázmér beuteni herceg (Piast-dinasztia)     | 1295 előtt        | 1311                                          | 1311 | 1318. július 12. után | 1318. július 12. után  | I. Károly (Róbert) |
| –    |        | Luxemburgi Beatrix                          | VII. Henrik német-római császár (Luxemburg-ház) | 1305              | 1318. szeptember                              | 1318. szeptember | 1319. november 11. | 1319. november 11.     | I. Károly (Róbert) |
|      |        | Piast Erzsébet                              | I. Ulászló lengyel király (Piast-dinasztia)     | 1305.             | 1320. július 6.                               | 1320. július 6. | 1342. július 16. férje halála | 1380. december 29.     | I. Károly (Róbert) |
| –    |        | Luxemburgi Margit                           | IV. Károly német-római császár (Luxemburg-ház)  | 1335. május 24.   | 1345.                                         | 1345. | 1349. szeptember 7. | 1349. szeptember 7.    | I. (Nagy) Lajos    |
|      |        | Kotromanić Erzsébet                         | II. István bosnyák bán (Kotromanić-ház)         | 1339/40           | 1353. június 20.                              | 1353. június 20. | 1382. szeptember 10. férje halála | 1387. január 16. körül | I. (Nagy) Lajos    |
|      |        | Orléans-i Lajos a királynő férje            | V. Károly francia király (Valois-ház)           | 1372. március 13. | 1385. április per procuram (képviselők útján) | 1385. április per procuram (képviselők útján)                                                                         | 1385. augusztus előtt egyházi érvénytelenítés | 1407. november 23.     | I. Mária           |
|      |        | Luxemburgi Zsigmond a királynő férje        | IV. Károly német-római császár (Luxemburg-ház)  | 1368. február 14. | 1385. november 1., Buda                       | 1385. november 1., Buda                                                                                               | 1385. december felesége lemondása | 1437. december 9.      | I. Mária           |
|      |        | Durazzói Margit                             | I. Károly durazzói herceg (Anjou-ház)           | 1347. július 28.  | 1369. január 24., Nápoly                      | 1385. december férjét magyar királlyá választják 1385. december 31., Székesfehérvár férjét magyar királlyá koronázzák | 1386. február 7. férje elleni merénylet, amelynek következtében elveszti hatalmát és pár héten belül életét | 1412. augusztus 6.     | II. (Kis) Károly   |
|      |        | Luxemburgi Zsigmond a királynő férje'' újra | IV. Károly német-római császár (Luxemburg-ház)  | 1368. február 14. | 1385. november 1., Buda                       | 1386. február 7. felesége restaurációja                                                                               | 1386. július 25. után felesége és anyósa elfogása után, valamint fogságban tartásuk miatt Zsigmond megkapja a Magyarország védője és főkapitánya címet 1387. március 31., Székesfehérvár Zsigmondot királlyá koronázzák, és ezzel társuralkodói rangra emelkedik felesége mellett 1395. május 17. Mária halálát követően Zsigmond egyeduralkodóvá válik | 1437. december 9.      | I. Mária           |
| Képe | Címere | Neve                                        | Apja                                            | Születése         | Házassága                                     | Királynévá válása (koronázása)                                                                                        | Királynéi terminus vége | Halála                 | Házastársa         |

### Luxemburgi-ház, 1387–1437
| Képe | Címere | Neve                              | Apja                                         | Születése         | Házassága | Királynévá válása (koronázása) | Királynéi terminus vége | Halála                                                                | Házastársa |
| ---- | ------ | --------------------------------- | -------------------------------------------- | ----------------- | --- | --- | --- | --------------------------------------------------------------------- | ---------- |
|      |        | I. Mária király nem volt királyné | I. Lajos magyar király (Anjou-ház)           | 1371. április 14. | 1385. november 1., Buda | 1387. március 31., Székesfehérvár Zsigmondot királlyá koronázzák, és ezzel társuralkodói rangra emelkedik Mária mellett                                    | 1395. május 17. Mária halálát követően Zsigmond egyeduralkodóvá válik | 1395. május 17. Mária halálát követően Zsigmond egyeduralkodóvá válik | Zsigmond   |
| –    |        | Briegi Margit nem lett királyné   | VIII. Henrik briegi herceg (Piast-dinasztia) | 1380/84           | 1396. május 11. eljegyzése, de Zsigmond király 1401. április 8-án kelt okiratában hitvestársának (conthoralis) és nem jegyesének (sponsa) nevezi Margitot. | 1396. május 11. eljegyzése, de Zsigmond király 1401. április 8-án kelt okiratában hitvestársának (conthoralis) és nem jegyesének (sponsa) nevezi Margitot. | 1401. április 28. Zsigmondot Budán a bárók elfogják és fogságba vetik, amelyből csak úgy szabadulhat, ha eljegyzi Cillei Hermann lányát, Borbálát, így kénytelen felbontani a Margittal kötött eljegyzését, ezért nem jöhetett létre a házasság, és Margit nem vált királynévá | 1409. október 2. után                                                 | Zsigmond   |
|      |        | Cillei Borbála                    | Cillei Hermann (Cillei család)               | 1392              | 1405. december 6., Székesfehérvár házasságkötése és koronázása                                                                                             | 1405. december 6., Székesfehérvár házasságkötése és koronázása                                                                                             | 1437. december 9. férje halála | 1451. július 11.                                                      | Zsigmond   |
| Képe | Címere | Neve                              | Apja                                         | Születése         | Házassága | Királynévá válása (koronázása) | Királynéi terminus vége | Halála                                                                | Házastársa |

### Habsburg-ház, 1437–1439
| Képe | Címere | Neve                | Apja                                   | Születése        | Házassága                     | Királynévá válása (koronázása)                                                                   | Királynéi terminus vége        | Halála             | Házastársa |
| ---- | ------ | ------------------- | -------------------------------------- | ---------------- | ----------------------------- | ------------------------------------------------------------------------------------------------ | ------------------------------ | ------------------ | ---------- |
|      |        | Luxemburgi Erzsébet | Zsigmond magyar király (Luxemburg-ház) | 1409. október 7. | 1421. szeptember 28., Pozsony | 1437. december 18., Pozsony férje királlyá választása 1438. január 1., Székesfehérvár koronázása | 1439. október 27. férje halála | 1442. december 19. | I. Albert  |
| Képe | Címere | Neve                | Apja                                   | Születése        | Házassága                     | Királynévá válása (koronázása)                                                                   | Királynéi terminus vége        | Halála             | Házastársa |

### Jagelló-ház, 1440–1444
| Képe | Címere | Neve                            | Apja                                | Születése         | Házassága                           | Királynévá válása (koronázása)      | Királynéi terminus vége                                                                       | Halála             | Házastársa |
| ---- | ------ | ------------------------------- | ----------------------------------- | ----------------- | ----------------------------------- | ----------------------------------- | --------------------------------------------------------------------------------------------- | ------------------ | ---------- |
| –    |        | Habsburg Anna nem lett királyné | Albert magyar király (Habsburg-ház) | 1432. április 12. | 1442. december 13., Győr eljegyzése | 1442. december 13., Győr eljegyzése | 1444. november 10. jegyese halála miatt nem jöhetett létre a házasság, és nem vált királynévá | 1462. november 14. | I. Ulászló |
| Képe | Címere | Neve                            | Apja                                | Születése         | Házassága                           | Királynévá válása (koronázása)      | Királynéi terminus vége                                                                       | Halála             | Házastársa |

### Habsburg-ház, 1440/53–1457
| Képe | Címere | Neve                              | Apja                                    | Születése         | Házassága | Királynévá válása (koronázása)                                                                                  | Királynéi terminus vége                                                                       | Halála           | Házastársa             |
| ---- | ------ | --------------------------------- | --------------------------------------- | ----------------- | --- | --- | --------------------------------------------------------------------------------------------- | ---------------- | ---------------------- |
|      |        | Valois Magdolna nem lett királyné | VII. Károly francia király (Valois-ház) | 1443. december 1. | 1457. szeptember, Bécs eljegyzése (1458. január-február, Prága a házasságkötés kijelölt időpontja és helyszíne) | 1457. szeptember, Bécs eljegyzése (1458. január-február, Prága a házasságkötés kijelölt időpontja és helyszíne) | 1457. november 23. jegyese halála miatt nem jöhetett létre a házasság, és nem vált királynévá | 1495. január 23. | V. (Utószülött) László |
| Képe | Címere | Neve                              | Apja                                    | Születése         | Házassága | Királynévá válása (koronázása)                                                                                  | Királynéi terminus vége                                                                       | Halála           | Házastársa             |

### Hunyadi-ház, 1458–1490
| Képe | Címere | Neve              | Apja                                         | Születése          | Házassága                                                       | Királynévá válása (koronázása)                                  | Királynéi terminus vége       | Halála               | Házastársa |
| ---- | ------ | ----------------- | -------------------------------------------- | ------------------ | --------------------------------------------------------------- | --------------------------------------------------------------- | ----------------------------- | -------------------- | ---------- |
|      |        | Podjebrád Katalin | I. György cseh király (Podjebrád-ház)        | 1449. november 11. | 1463. május 1., Buda                                            | 1463. május 1., Buda                                            | 1464. március 8.              | 1464. március 8.     | I. Mátyás  |
|      |        | Aragóniai Beatrix | I. Ferdinánd nápolyi király (Trastámara-ház) | 1457. november 14. | 1476. december 12., Székesfehérvár házasságkötése és koronázása | 1476. december 12., Székesfehérvár házasságkötése és koronázása | 1490. április 6. férje halála | 1508. szeptember 23. | I. Mátyás  |
| Képe | Címere | Neve              | Apja                                         | Születése          | Házassága                                                       | Királynévá válása (koronázása)                                  | Királynéi terminus vége       | Halála               | Házastársa |

### Jagelló-ház, 1490–1526
| Képe | Címere | Neve                             | Apja                                                        | Születése            | Házassága                                                         | Királynévá válása (koronázása)                                    | Királynéi terminus vége          | Halála               | Házastársa  |
| ---- | ------ | -------------------------------- | ----------------------------------------------------------- | -------------------- | ----------------------------------------------------------------- | ----------------------------------------------------------------- | -------------------------------- | -------------------- | ----------- |
| –    |        | Brandenburgi Borbála névleges    | III. Albert Achilles brandenburgi őrgróf (Hohenzollern-ház) | 1464. május 30.      | 1476. augusztus 20.                                               | 1490. július 15. férjét magyar királlyá választják                | 1500. április 3. válása          | 1515. szeptember 4.  | II. Ulászló |
|      |        | Aragóniai Beatrix újra, névleges | I. Ferdinánd nápolyi király (Trastámara-ház)                | 1457. november 14.   | 1490. október 4., Esztergom                                       | 1490. október 4., Esztergom                                       | 1500. április 3. válása          | 1508. szeptember 23. | II. Ulászló |
|      |        | Candale-i Anna                   | II. Gaston János candale-i gróf (Foix-ház)                  | 1484                 | 1502. szeptember 29., Székesfehérvár házasságkötése és koronázása | 1502. szeptember 29., Székesfehérvár házasságkötése és koronázása | 1506. július 26.                 | 1506. július 26.     | II. Ulászló |
|      |        | Habsburg Mária                   | I. Fülöp kasztíliai király (Habsburg-ház)                   | 1505. szeptember 17. | 1521. december 11., Székesfehérvár házasságkötése és koronázása   | 1521. december 11., Székesfehérvár házasságkötése és koronázása   | 1526. augusztus 29. férje halála | 1558. október 18.    | II. Lajos   |
| Képe | Címere | Neve                             | Apja                                                        | Születése            | Házassága                                                         | Királynévá válása (koronázása)                                    | Királynéi terminus vége          | Halála               | Házastársa  |

### Habsburg-ház, 1526–1564
| Képe | Címere | Neve         | Apja                                    | Születése        | Házassága             | Királynévá válása (koronázása)                                                                     | Királynéi terminus vége | Halála           | Házastársa   |
| ---- | ------ | ------------ | --------------------------------------- | ---------------- | --------------------- | -------------------------------------------------------------------------------------------------- | ----------------------- | ---------------- | ------------ |
|      |        | Jagelló Anna | II. Ulászló magyar király (Jagelló-ház) | 1503. július 23. | 1521. május 26., Linz | 1526. december 17., Pozsony férje királlyá választása 1527. november 4., Székesfehérvár koronázása | 1547. január 27.        | 1547. január 27. | I. Ferdinánd |
| Képe | Címere | Neve         | Apja                                    | Születése        | Házassága             | Királynévá válása (koronázása)                                                                     | Királynéi terminus vége | Halála           | Házastársa   |

### Szapolyai-ház, 1526–1570/71
| Képe | Címere | Neve                                     | Apja                                     | Születése         | Házassága                                                          | Királynévá válása (koronázása)                                     | Királynéi terminus vége           | Halála               | Házastársa           |
| ---- | ------ | ---------------------------------------- | ---------------------------------------- | ----------------- | ------------------------------------------------------------------ | ------------------------------------------------------------------ | --------------------------------- | -------------------- | -------------------- |
|      |        | Jagelló Izabella                         | I. Zsigmond lengyel király (Jagelló-ház) | 1519. január 18.  | 1539. március 2., Székesfehérvár házasságkötése és koronázása      | 1539. március 2., Székesfehérvár házasságkötése és koronázása      | 1540. július 17./21. férje halála | 1559. szeptember 15. | I. János             |
|      |        | Wittelsbach Mária Anna nem lett királyné | V. Albert bajor herceg (Wittelsbach-ház) | 1551. március 21. | 1570. augusztus 16. jegyesévé válik a speyeri szerződés értelmében | 1570. augusztus 16. jegyesévé válik a speyeri szerződés értelmében | 1571. március 14. jegyese halála  | 1608. április 29.    | II. János (Zsigmond) |
| Képe | Címere | Neve                                     | Apja                                     | Születése         | Házassága                                                          | Királynévá válása (koronázása)                                     | Királynéi terminus vége           | Halála               | Házastársa           |

### Habsburg-ház, 1564–1620
| Képe | Címere | Neve | Apja | Születése                                                                                                   | Házassága                                                                                                   | Királynévá válása (koronázása) | Királynéi terminus vége                                                                                     | Halála | Házastársa    |
| --- | --- | --- | --- | --- | --- | --- | --- | --- | ------------- |
| | | Habsburg Mária                                                                                              | V. Károly német-római császár (Habsburg-ház)                                                                | 1528. június 21.                                                                                            | 1548. szeptember 13., Valladolid                                                                            | 1563. szeptember 8., Pozsony férje királlyá koronázása trónörökösként 1563. szeptember 9., Pozsony Mária saját koronázása trónörökösnéként 1564. július 25. férje trónra lépte | 1576. október 12. férje halála                                                                              | 1603. február 26.                                                                                           | I. Miksa      |
| Nem nősült meg, uralkodása alatt nem volt királyné 1576–1608                                                | Nem nősült meg, uralkodása alatt nem volt királyné 1576–1608                                                | Nem nősült meg, uralkodása alatt nem volt királyné 1576–1608                                                | Nem nősült meg, uralkodása alatt nem volt királyné 1576–1608                                                | Nem nősült meg, uralkodása alatt nem volt királyné 1576–1608                                                | Nem nősült meg, uralkodása alatt nem volt királyné 1576–1608                                                | Nem nősült meg, uralkodása alatt nem volt királyné 1576–1608 | Nem nősült meg, uralkodása alatt nem volt királyné 1576–1608                                                | Nem nősült meg, uralkodása alatt nem volt királyné 1576–1608                                                | I. Rudolf     |
| | | Habsburg Anna                                                                                               | II. Ferdinánd osztrák főherceg (Habsburg-ház)                                                               | 1585. október 4.                                                                                            | 1611. december 4., Bécs házasságkötése 1613. március 25., Pozsony koronázása                                | 1611. december 4., Bécs házasságkötése 1613. március 25., Pozsony koronázása                                                                                                   | 1618. december 14.                                                                                          | 1618. december 14.                                                                                          | II. Mátyás    |
| Első felesége meghalt a trónra lépte előtt, első magyarországi uralkodása alatt nem volt királyné 1619–1620 | Első felesége meghalt a trónra lépte előtt, első magyarországi uralkodása alatt nem volt királyné 1619–1620 | Első felesége meghalt a trónra lépte előtt, első magyarországi uralkodása alatt nem volt királyné 1619–1620 | Első felesége meghalt a trónra lépte előtt, első magyarországi uralkodása alatt nem volt királyné 1619–1620 | Első felesége meghalt a trónra lépte előtt, első magyarországi uralkodása alatt nem volt királyné 1619–1620 | Első felesége meghalt a trónra lépte előtt, első magyarországi uralkodása alatt nem volt királyné 1619–1620 | Első felesége meghalt a trónra lépte előtt, első magyarországi uralkodása alatt nem volt királyné 1619–1620                                                                    | Első felesége meghalt a trónra lépte előtt, első magyarországi uralkodása alatt nem volt királyné 1619–1620 | Első felesége meghalt a trónra lépte előtt, első magyarországi uralkodása alatt nem volt királyné 1619–1620 | II. Ferdinánd |
| Képe | Címere | Neve | Apja | Születése                                                                                                   | Házassága                                                                                                   | Királynévá válása (koronázása) | Királynéi terminus vége                                                                                     | Halála | Házastársa    |

### Bethlen-ház, 1620–1621
| Képe | Címere | Neve                                   | Apja                                                             | Születése       | Házassága                                                                    | Királynévá válása (koronázása)                                               | Királynéi terminus vége                                                      | Halála              | Házastársa |
| ---- | ------ | -------------------------------------- | ---------------------------------------------------------------- | --------------- | ---------------------------------------------------------------------------- | ---------------------------------------------------------------------------- | ---------------------------------------------------------------------------- | ------------------- | ---------- |
| –    |        | Károlyi Zsuzsanna                      | Károlyi László (Károlyi család)                                  | 1585            | 1605. augusztus, Szatmár                                                     | 1620. augusztus 25., Besztercebánya férje királlyá választása                | 1621. december 31. férje lemondása                                           | 1622. május 13.     | I. Gábor   |
|      |        | Brandenburgi Katalin nem lett királyné | János Zsigmond brandenburgi választófejedelem (Hohenzollern-ház) | 1604. május 28. | 1626. március 1., Kassa férjének a magyar királyi címről való lemondása után | 1626. március 1., Kassa férjének a magyar királyi címről való lemondása után | 1626. március 1., Kassa férjének a magyar királyi címről való lemondása után | 1649. augusztus 27. | I. Gábor   |
| Képe | Címere | Neve                                   | Apja                                                             | Születése       | Házassága                                                                    | Királynévá válása (koronázása)                                               | Királynéi terminus vége                                                      | Halála              | Házastársa |

### Habsburg-ház, 1621–1707
| Képe | Címere | Neve | Apja | Születése | Házassága | Királynévá válása (koronázása) | Királynéi terminus vége | Halála | Házastársa     |
| --- | --- | --- | --- | --- | --- | --- | --- | --- | -------------- |
| | | Gonzaga Eleonóra | I. Vince mantovai herceg (Gonzaga-család) | 1598. szeptember 23, | 1622. február 4., Innsbruck házasságkötése 1622. július 26., Sopron koronázása | 1622. február 4., Innsbruck házasságkötése 1622. július 26., Sopron koronázása                                                                                               | 1637. február 15. férje halála | 1655. június 27. | II. Ferdinánd  |
| | | Habsburg Mária Anna | III. Fülöp spanyol király (Habsburg-ház) | 1606. augusztus 18. | 1631. február 20., Bécs Miután férjét még házasságuk előtt 1625. december 8-án Sopronban királlyá koronázták, így házasságuk révén Mária Anna ifjabb királyné volt férje trónra léptéig.    | 1637. február 15. férje trónra lépése 1638. február 14., Pozsony koronázása                                                                                                  | 1646. május 13. | 1646. május 13. | III. Ferdinánd |
| | | Habsburg Mária Leopoldina | V. Lipót osztrák főherceg (Habsburg-ház) | 1632. április 6. | 1648. július 2., Linz | 1648. július 2., Linz | 1649. augusztus 7. | 1649. augusztus 7. | III. Ferdinánd |
| | | Gonzaga Eleonóra | II. Károly mantovai herceg (Gonzaga-család) | 1630. november 18. | 1651. április 30., Bécsújhely házasságkötése 1655. június 6., Pozsony koronázása | 1651. április 30., Bécsújhely házasságkötése 1655. június 6., Pozsony koronázása                                                                                             | 1657. április 2. férje halála | 1686 december 6. | III. Ferdinánd |
| Nem nősült meg, apja uralkodása idején meghalt, sohasem uralkodott, de magyar királlyá koronázták, így IV. Ferdinánd révén nem volt ifjabb királynéja az országnak 1647–1654 | Nem nősült meg, apja uralkodása idején meghalt, sohasem uralkodott, de magyar királlyá koronázták, így IV. Ferdinánd révén nem volt ifjabb királynéja az országnak 1647–1654 | Nem nősült meg, apja uralkodása idején meghalt, sohasem uralkodott, de magyar királlyá koronázták, így IV. Ferdinánd révén nem volt ifjabb királynéja az országnak 1647–1654 | Nem nősült meg, apja uralkodása idején meghalt, sohasem uralkodott, de magyar királlyá koronázták, így IV. Ferdinánd révén nem volt ifjabb királynéja az országnak 1647–1654 | Nem nősült meg, apja uralkodása idején meghalt, sohasem uralkodott, de magyar királlyá koronázták, így IV. Ferdinánd révén nem volt ifjabb királynéja az országnak 1647–1654 | Nem nősült meg, apja uralkodása idején meghalt, sohasem uralkodott, de magyar királlyá koronázták, így IV. Ferdinánd révén nem volt ifjabb királynéja az országnak 1647–1654                | Nem nősült meg, apja uralkodása idején meghalt, sohasem uralkodott, de magyar királlyá koronázták, így IV. Ferdinánd révén nem volt ifjabb királynéja az országnak 1647–1654 | Nem nősült meg, apja uralkodása idején meghalt, sohasem uralkodott, de magyar királlyá koronázták, így IV. Ferdinánd révén nem volt ifjabb királynéja az országnak 1647–1654 | Nem nősült meg, apja uralkodása idején meghalt, sohasem uralkodott, de magyar királlyá koronázták, így IV. Ferdinánd révén nem volt ifjabb királynéja az országnak 1647–1654 | IV. Ferdinánd  |
| | | Habsburg Margit Terézia | IV. Fülöp spanyol király (Habsburg-ház) | 1651. augusztus 12. | 1666. december 5., Bécs | 1666. december 5., Bécs | 1673. március 12. | 1673. március 12. | I. Lipót       |
| | | Habsburg Klaudia Felicitas | Ferdinánd Károly osztrák főherceg (Habsburg-ház) | 1653. május 30. | 1673. október 15., Graz | 1673. október 15., Graz | 1676. április 8. | 1676. április 8. | I. Lipót       |
| | | Pfalz–Neuburgi Eleonóra Magdolna | Fülöp Vilmos pfalzi választófejedelem (Wittelsbach-ház) | 1655. január 6. | 1676. december 14., Passau házasságkötése 1681. november 9., Sopron koronázása | 1676. december 14., Passau házasságkötése 1681. november 9., Sopron koronázása                                                                                               | 1705. május 5. férje halála | 1720. január 19. | I. Lipót       |
| | | Braunschweig–Lüneburgi Vilma Amália | János Frigyes calenberg–göttingeni fejedelem (Welf-ház) | 1673. április 21. | 1699. február 24., Bécs Miután férjét még házasságuk előtt 1687. december 9-én Pozsonyban királlyá koronázták, így házasságuk révén Vilma Amália ifjabb királyné volt férje trónra léptéig. | 1705. május 5. férje trónra lépése | 1707. június 13. férje trónfosztása | 1742. április 10. | I. József      |
| Képe | Címere | Neve | Apja | Születése | Házassága | Királynévá válása (koronázása) | Királynéi terminus vége | Halála | Házastársa     |

### Interregnum, 1707–1711
| Képe | Címere | Neve | Apja | Születése | Házassága | Királynévá válása (koronázása) | Királynéi terminus vége | Halála | Házastársa  |
| --- | --- | --- | --- | --- | --- | --- | --- | --- | ----------- |
| Az ónodi országgyűlés a Habsburg-ház trónfosztásával interregnumot hirdetett, ezzel a trónt betöltetlennek nyilvánította, de a Szatmári béke hatályba lépésével a Rákóczi-szabadságharc elbukik. Ebben az időszakban hivatalban levő királyné nem volt. 1707. június 13. – 1711. május 1. | Az ónodi országgyűlés a Habsburg-ház trónfosztásával interregnumot hirdetett, ezzel a trónt betöltetlennek nyilvánította, de a Szatmári béke hatályba lépésével a Rákóczi-szabadságharc elbukik. Ebben az időszakban hivatalban levő királyné nem volt. 1707. június 13. – 1711. május 1. | Az ónodi országgyűlés a Habsburg-ház trónfosztásával interregnumot hirdetett, ezzel a trónt betöltetlennek nyilvánította, de a Szatmári béke hatályba lépésével a Rákóczi-szabadságharc elbukik. Ebben az időszakban hivatalban levő királyné nem volt. 1707. június 13. – 1711. május 1. | Az ónodi országgyűlés a Habsburg-ház trónfosztásával interregnumot hirdetett, ezzel a trónt betöltetlennek nyilvánította, de a Szatmári béke hatályba lépésével a Rákóczi-szabadságharc elbukik. Ebben az időszakban hivatalban levő királyné nem volt. 1707. június 13. – 1711. május 1. | Az ónodi országgyűlés a Habsburg-ház trónfosztásával interregnumot hirdetett, ezzel a trónt betöltetlennek nyilvánította, de a Szatmári béke hatályba lépésével a Rákóczi-szabadságharc elbukik. Ebben az időszakban hivatalban levő királyné nem volt. 1707. június 13. – 1711. május 1. | Az ónodi országgyűlés a Habsburg-ház trónfosztásával interregnumot hirdetett, ezzel a trónt betöltetlennek nyilvánította, de a Szatmári béke hatályba lépésével a Rákóczi-szabadságharc elbukik. Ebben az időszakban hivatalban levő királyné nem volt. 1707. június 13. – 1711. május 1. | Az ónodi országgyűlés a Habsburg-ház trónfosztásával interregnumot hirdetett, ezzel a trónt betöltetlennek nyilvánította, de a Szatmári béke hatályba lépésével a Rákóczi-szabadságharc elbukik. Ebben az időszakban hivatalban levő királyné nem volt. 1707. június 13. – 1711. május 1. | Az ónodi országgyűlés a Habsburg-ház trónfosztásával interregnumot hirdetett, ezzel a trónt betöltetlennek nyilvánította, de a Szatmári béke hatályba lépésével a Rákóczi-szabadságharc elbukik. Ebben az időszakban hivatalban levő királyné nem volt. 1707. június 13. – 1711. május 1. | Az ónodi országgyűlés a Habsburg-ház trónfosztásával interregnumot hirdetett, ezzel a trónt betöltetlennek nyilvánította, de a Szatmári béke hatályba lépésével a Rákóczi-szabadságharc elbukik. Ebben az időszakban hivatalban levő királyné nem volt. 1707. június 13. – 1711. május 1. | Interregnum |
| Képe | Címere | Neve | Apja | Születése | Házassága | Királynévá válása (koronázása) | Királynéi terminus vége | Halála | Házastársa  |

### Habsburg-ház, 1711–1740
| Képe | Címere | Neve                   | Apja                                                         | Születése           | Házassága                     | Királynévá válása (koronázása) | Királynéi terminus vége        | Halála             | Házastársa  |
| ---- | ------ | ---------------------- | ------------------------------------------------------------ | ------------------- | ----------------------------- | --- | ------------------------------ | ------------------ | ----------- |
|      |        | Braunschweigi Erzsébet | Lajos Rudolf braunschweig–wolfenbütteli fejedelem (Welf-ház) | 1691. augusztus 28. | 1708. augusztus 1., Barcelona | 1711. május 1. Férje a Szatmári béke hatályba lépésével és a Rákóczi-szabadságharc bukása miatt, valamint a bátyjának, I. Józsefnek fiú örökös nélküli halála után foglalja el a magyar trónt. 1714. október 18., Pozsony koronázása | 1740. október 20. férje halála | 1750. december 21. | III. Károly |
| Képe | Címere | Neve                   | Apja                                                         | Születése           | Házassága                     | Királynévá válása (koronázása) | Királynéi terminus vége        | Halála             | Házastársa  |

### Habsburg–Lotaringiai-ház, 1740–1848
| Képe | Címere | Neve                                       | Apja                                                                            | Születése            | Házassága | Királynévá válása (koronázása) | Királynéi terminus vége           | Halála              | Házastársa          |
| ---- | ------ | ------------------------------------------ | ------------------------------------------------------------------------------- | -------------------- | --- | --- | --------------------------------- | ------------------- | ------------------- |
|      |        | Lotaringiai Ferenc István a királynő férje | I. Lipót lotaringiai herceg (Vaudémont-ház)                                     | 1708. december 8.    | 1736. február 12., Bécs | 1740. október 20. felesége trónra lépte 1741. szeptember 21. magyar királyként esküt tesz az országgyűlés előtt Pozsonyban, és ezzel társuralkodói rangra emelkedett felesége mellett Magyarországon | 1765. augusztus 18.               | 1765. augusztus 18. | (II.) Mária Terézia |
|      |        | Wittelsbach Mária Jozefa                   | VII. Károly német-római császár (Wittelsbach-ház)                               | 1739. március 30.    | 1765. január 23., Bécs | 1765. augusztus 18. Mária Terézia a férje, Lotaringiai Ferenc István halála után társuralkodóvá nevezi ki a fiát az országaiban és tartományaiban, aki így ifjabb király lesz Magyarországon is.     | 1767. május 28.                   | 1767. május 28.     | II. József          |
|      |        | Bourbon Mária Ludovika                     | III. Károly spanyol király (Bourbon-ház)                                        | 1745. november 24.   | 1765. augusztus 5., Innsbruck | 1790. február 20. férje trónra lépése | 1792. március 1. férje halála     | 1792. május 15.     | II. Lipót           |
|      |        | Bourbon–Szicíliai Mária Terézia            | I. Ferdinánd nápoly–szicíliai király (Bourbon-ház)                              | 1772. június 6.      | 1790. augusztus 19., Bécs | 1792. március 1. férje trónra lépése 1792. június 6., Buda koronázása | 1807. április 13.                 | 1807. április 13.   | I. Ferenc           |
|      |        | Habsburg–Estei Mária Ludovika              | Habsburg–Lotaringiai Ferdinánd Károly Antal főherceg (Habsburg–Lotaringiai-ház) | 1787. december 14.   | 1808. január 6., Bécs házasságkötése 1808. szeptember 7., Pozsony koronázása | 1808. január 6., Bécs házasságkötése 1808. szeptember 7., Pozsony koronázása | 1816. április 7.                  | 1816. április 7.    | I. Ferenc           |
|      |        | Wittelsbach Karolina Auguszta              | I. Miksa bajor király (Wittelsbach-ház)                                         | 1792. február 8.     | 1816. november 10., Bécs házasságkötése 1825. szeptember 25., Pozsony koronázása | 1816. november 10., Bécs házasságkötése 1825. szeptember 25., Pozsony koronázása | 1835. március 2. férje halála     | 1873. február 9.    | I. Ferenc           |
|      |        | Savoyai Mária Anna Pia                     | I. Viktor Emánuel szárd–piemonti király (Savoyai-ház)                           | 1803. szeptember 19. | 1831. február 27., Bécs Miután férjét még házasságuk előtt 1830. szeptember 28-án Pozsonyban királlyá koronázták, így házasságuk révén Mária Anna Pia ifjabb királyné volt férje trónra léptéig. | 1835. március 2. férje trónra lépése | 1848. december 2. férje lemondása | 1884. május 4.      | V. Ferdinánd        |
| Képe | Címere | Neve                                       | Apja                                                                            | Születése            | Házassága | Királynévá válása (koronázása) | Királynéi terminus vége           | Halála              | Házastársa          |

### Interregnum, 1848–1867
| Képe | Címere | Neve | Apja | Születése | Házassága | Királynévá válása (koronázása) | Királynéi terminus vége | Halála | Házastársa  |
| --- | --- | --- | --- | --- | --- | --- | --- | --- | ----------- |
| Ebben az időszakban hivatalban levő királyné nem volt. 1848. december 2. – 1867. június 6.: A magyar országgyűlés nem ismerte el V. Ferdinánd lemondását és I. Ferenc József trónra léptét a kiegyezés-ig, 1867-ig. | Ebben az időszakban hivatalban levő királyné nem volt. 1848. december 2. – 1867. június 6.: A magyar országgyűlés nem ismerte el V. Ferdinánd lemondását és I. Ferenc József trónra léptét a kiegyezés-ig, 1867-ig. | Ebben az időszakban hivatalban levő királyné nem volt. 1848. december 2. – 1867. június 6.: A magyar országgyűlés nem ismerte el V. Ferdinánd lemondását és I. Ferenc József trónra léptét a kiegyezés-ig, 1867-ig. | Ebben az időszakban hivatalban levő királyné nem volt. 1848. december 2. – 1867. június 6.: A magyar országgyűlés nem ismerte el V. Ferdinánd lemondását és I. Ferenc József trónra léptét a kiegyezés-ig, 1867-ig. | Ebben az időszakban hivatalban levő királyné nem volt. 1848. december 2. – 1867. június 6.: A magyar országgyűlés nem ismerte el V. Ferdinánd lemondását és I. Ferenc József trónra léptét a kiegyezés-ig, 1867-ig. | Ebben az időszakban hivatalban levő királyné nem volt. 1848. december 2. – 1867. június 6.: A magyar országgyűlés nem ismerte el V. Ferdinánd lemondását és I. Ferenc József trónra léptét a kiegyezés-ig, 1867-ig. | Ebben az időszakban hivatalban levő királyné nem volt. 1848. december 2. – 1867. június 6.: A magyar országgyűlés nem ismerte el V. Ferdinánd lemondását és I. Ferenc József trónra léptét a kiegyezés-ig, 1867-ig. | Ebben az időszakban hivatalban levő királyné nem volt. 1848. december 2. – 1867. június 6.: A magyar országgyűlés nem ismerte el V. Ferdinánd lemondását és I. Ferenc József trónra léptét a kiegyezés-ig, 1867-ig. | Ebben az időszakban hivatalban levő királyné nem volt. 1848. december 2. – 1867. június 6.: A magyar országgyűlés nem ismerte el V. Ferdinánd lemondását és I. Ferenc József trónra léptét a kiegyezés-ig, 1867-ig. | Interregnum |
| Képe | Címere | Neve | Apja | Születése | Házassága | Királynévá válása (koronázása) | Királynéi terminus vége | Halála | Házastársa  |

### Habsburg–Lotaringiai-ház, 1867–1918
| Képe | Címere | Neve                 | Apja                                        | Születése          | Házassága                                 | Királynévá válása (koronázása) | Királynéi terminus vége | Halála               | Házastársa       |
| ---- | ------ | -------------------- | ------------------------------------------- | ------------------ | ----------------------------------------- | --- | --- | -------------------- | ---------------- |
|      |        | Wittelsbach Erzsébet | Miksa József bajor herceg (Wittelsbach-ház) | 1837. december 24. | 1854. április 24., Bécs                   | 1867. június 8., Buda Erzsébet és a férje koronázása: a kiegyezés révén férje Magyarország törvényes, de facto és de iure értelemben is királya lesz a koronázása által | 1898. szeptember 10. | 1898. szeptember 10. | I. Ferenc József |
|      |        | Bourbon–parmai Zita  | I. Róbert parmai herceg (Bourbon-ház)       | 1892. május 9.     | 1911. október 21., Schwarzau am Steinfeld | 1916. november 21. férje trónra lépése 1916. december 30., Budapest koronázása                                                                                          | 1918. november 13. az eckartsaui nyilatkozatban férje lemond az államügyek intézéséről és uralkodói jogairól, bár a trónról nem | 1989. március 14.    | IV. Károly       |
| Képe | Címere | Neve                 | Apja                                        | Születése          | Házassága                                 | Királynévá válása (koronázása) | Királynéi terminus vége | Halála               | Házastársa       |